# Edifício Eurípedes Simões de Paula
Das Edifício Eurípedes Simões de Paula ist ein von Eduardo Corona 1961 entworfenes und 1966 eingeweihtes brutalistisches Bauwerk. Es steht als Beispiel für die „Moderne Architektur São Paulos“ (Arquitetura Moderna Paulistana) und ist nach dem Historiker Eurípedes Simões de Paula benannt.
Das Gebäude befindet sich an der Avenida Professor Luciano Gualberto 338 / Ecke Avenida Professor Lineu Prestes im Campus Armando de Salles Oliveira der Universität São Paulo und beherbergt die Fachbereiche Geografie und Geschichte der Philosophisch–literarisch–humanwissenschaftlichen Fakultät der Universität von São Paulo. Für seine Raumaufteilung und Rampen, welche den akademischen Gemeinsinn fördern sollen, wurde es vom Rat für die Erhaltung des historischen, kulturellen und ökologischen Erbes der Stadt São Paulo unter Denkmalschutz gestellt.